# Чемпионат СССР по боксу 1957
23-й чемпионат СССР по боксу проходил 3—6 апреля 1957 года в Москве (РСФСР).

## Медалисты
| Весовая категория                  | Золото                                             | Серебро                                           | Бронза                                       |
| ---------------------------------- | -------------------------------------------------- | ------------------------------------------------- | -------------------------------------------- |
| Наилегчайший вес (до 51 кг)        | Владимир Стольников «Трудовые резервы» (Ленинград) | Александр Шангуров Вооружённые силы (Москва)      | Максут Омаров «Динамо» (Алма-Ата)            |
| Легчайший вес (до 54 кг)           | Борис Степанов «Крылья Советов» (Москва)           | Олег Григорьев «Трудовые резервы» (Москва)        | Игорь Иванов «Динамо» (Баку)                 |
| Полулёгкий вес (до 57 кг)          | Александр Засухин «Динамо» (Свердловск)            | Михаил Папазян «Трудовые резервы» (Ереван)        | Алоиз Туминьш «Трудовые резервы» (Рига)      |
| Лёгкий вес (до 60 кг)              | Николай Смирнов Вооружённые силы (Москва)          | Анатолий Дергаусов «Трудовые резервы» (Ленинград) | Саур Бадал «Труд» (Краснодар)                |
| Первый полусредний вес(до 63,5 кг) | Леонид Шейнкман «Буревестник» (Москва)             | Л. Лапин «Динамо» (Москва)                        | И. Дегтярёв «Спартак» (Львов)                |
| Второй полусредний вес (до 67 кг)  | Юрий Громов «Буревестник» (Москва)                 | Иван Соболев «Динамо» (Ленинград)                 | Вениамин Шаргородский «Спартак» (Львов)      |
| Первый средний вес (до 71 кг)      | Сергей Исаев «Трудовые резервы» (Москва)           | Виктор Васин Вооружённые силы (Ленинград)         | К. Товмосян «Трудовые резервы» (Ереван)      |
| Второй средний вес (до 75 кг)      | Аскольд Лясота «Трудовые резервы» (Москва)         | Геннадий Шатков «Буревестник» (Ленинград)         | Евгений Феофанов «Трудовые резервы» (Москва) |
| Полутяжёлый вес (до 81 кг)         | Анатолий Куташов «Спартак» (Ленинград)             | Янис Ланцерс «Динамо» (Рига)                      | Юрий Егоров «Трудовые резервы» (Москва)      |
| Тяжёлый вес (свыше 81 кг)          | Андрей Абрамов Вооружённые силы (Москва)           | Абдысалан Нурмаханов «Буревестник» (Алма-Ата)     | Лев Сенькин «Локомотив» (Москва)             |